# ۹۰۱ (میلادی)
۹۰۱ (میلادی) نهصد  و یکمین سال تقویم میلادی است.

## درگذشتگان
‎